# اوبرویزن
اوبرویزن (به آلمانی: Oberwiesen) یک شهر در آلمان است که در دنرسبرگکرایس واقع شده‌است. اوبرویزن ۴۹۱ نفر جمعیت دارد.